# 马丁·富克萨
马丁·富克萨（1993年4月30日—），捷克男子皮划艇运动员，2015年欧洲运动会男子单人划艇1000米银牌得主和男子单人划艇200米铜牌得主、2023年欧洲运动会男子单人划艇500米金牌得主、2024年夏季奥林匹克运动会男子单人划艇1000米金牌得主。